# Massacre do Templo Maior

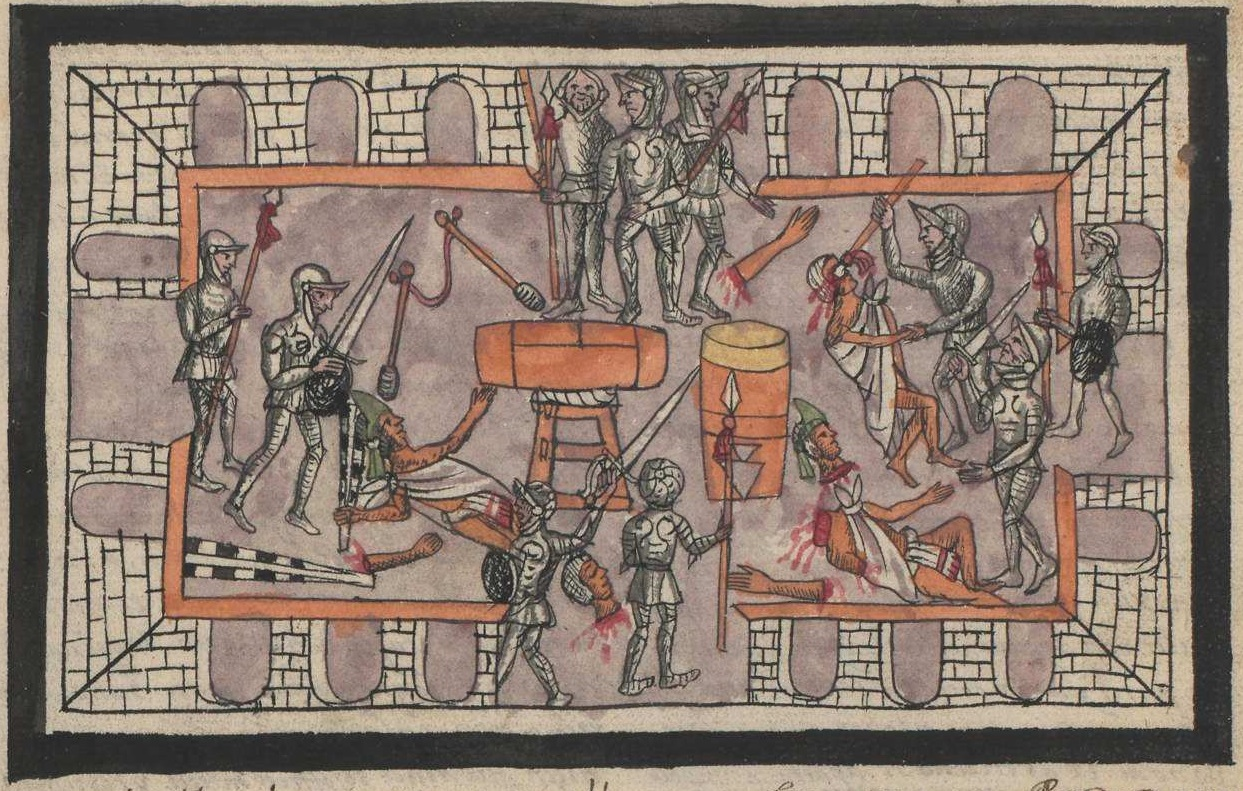
Massacre do Templo Maior. Pintura contida no Códice Durán.

O Massacre do Templo Maior (ou Massacre de Toxcatl) foi um episódio da conquista do México em que os espanhóis massacraram os astecas no momento em que estes faziam uma cerimónia aos deuses Tezcatlipoca e Huitzilopochtli. O responsável pelo massacre foi Pedro de Alvarado — alcunhado Tonatiuh, O Sol pelos mexicas —, pois pensou tratar-se de uma cilada armada pelos mexicas. Ao mesmo tempo, Hernán Cortés encontrava-se na costa do Golfo do México para combater Pánfilo de Narváez que partira de Cuba com a missão de capturá-lo.

## Antecedentes

### A chegada a Tenochtitlan

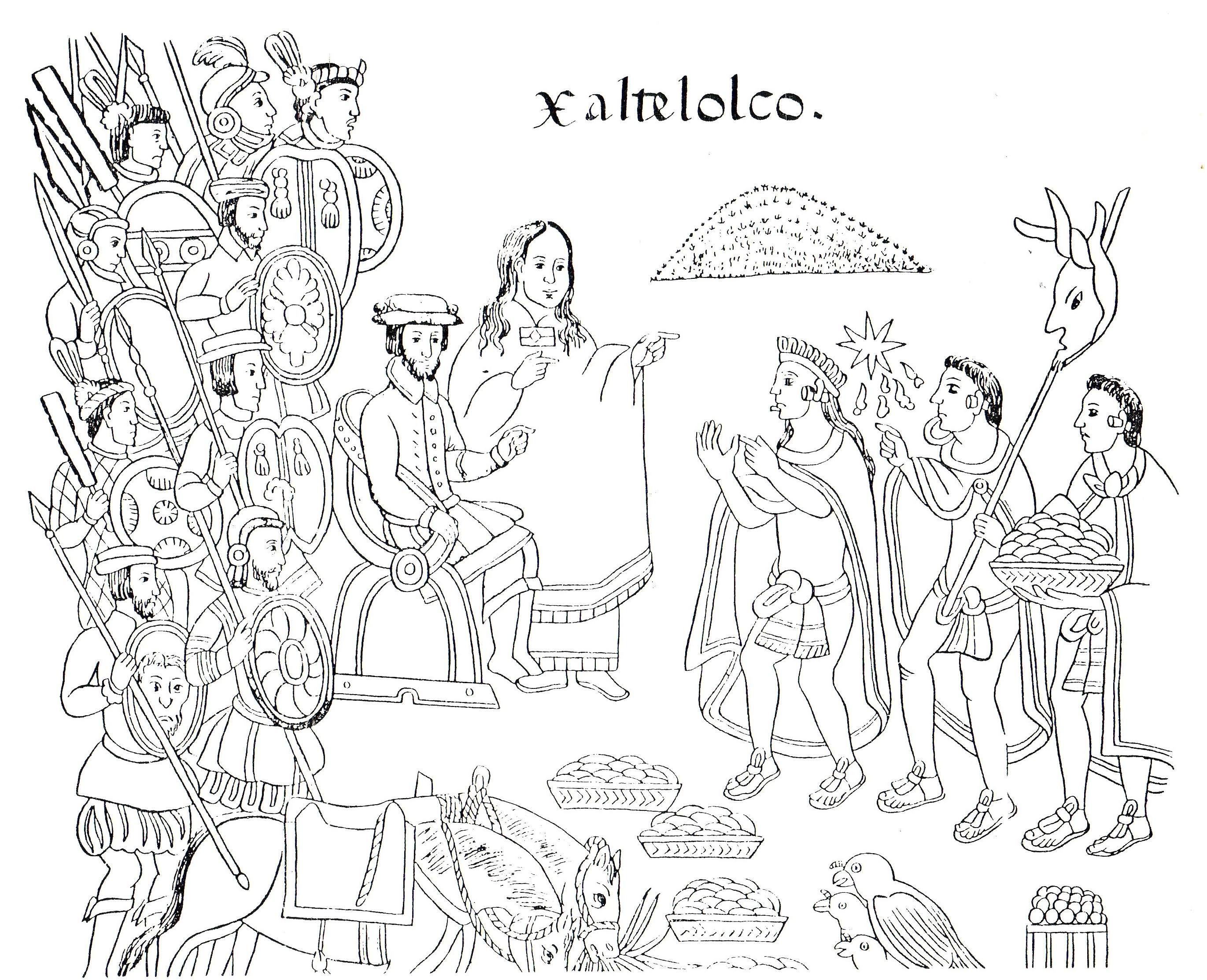
Lâmina do Lienzo de Tlaxcala. Malintzin serviu de intérprete a Hernán Cortés perante os indígenas, uma vez que falava maia e nauatle.

Hernán Cortés partiu de Cuba para o Iucatã em Fevereiro de 1519 ao comando de uma expedição de onze navios e pouco mais de seiscentos homens.
Ao chegar à actual ilha de Cozumel, Cortés inteirou-se da existência de dois espanhóis que tinham naufragado algum tempo antes e que viviam há vários anos entre os maias: Jerónimo de Aguilar e Gonzalo Guerrero.
Contudo, somente o primeiro quis unir-se à empresa espanhola, pois Gonzalo Guerrero era então cacique de um povoado maia e tinha esposa e filhos, tendo dito a Aguilar o seguinte:

Irmão Aguilar, eu sou casado e tenho três filhos. Têm-me por cacique e capitão, quando há guerras, tenho a cara talhada, e as orelhas furadas, que dirão de mim esses espanhóis se me vêem ir assim desta maneira? Ide vós com Deus, pois vedes que estes meus filhos são bonitos, e dai-me pela vossa vida essas contas verdes que trazeis, para dar-las e direi que meus irmãos enviaram-mas da minha terra.— Gonzalo Guerrero
Jerónimo de Aguilar falava maia e serviu de intérprete aos recém-chegados. A expedição de Cortés dirigiu-se ao Golfo do México e na foz do rio Grijalva os espanhóis travaram uma batalha com os nativos do lugar, a qual venceram graças à superioridade que lhes conferiam o armamento e os cavalos, animais desconhecidos na América. Entre as ofertas que os indígenas fizeram aos vencedores, contavam-se vinte mulheres. Uma delas, Malintzin (chamada Malinche pelos espanhóis), falava duas línguas indígenas: o maia e o nauatle, pelo que serviu de intérprete de Cortés junto com Jerónimo de Aguilar.
A expedição continuou o seu caminho até a um local que Juan de Grijalva havia baptizado um ano antes com o nome de San Juan de Ulúa. Ali chegaram mensageiros de Motecuhzoma Xocoyotzin, o imperador mais poderoso da Mesoamérica, com ricos presentes para Cortés e seus homens. Moctezuma havia sido informado da chegada de seres extraordinários que vinham do outro lado do mar acompanhando o deus Quetzalcóatl que, segundo a lenda, regressaria um dia vindo de oriente. Porém, Moctezuma soube depois que os espanhóis não eram deidades e pediu-lhes que regressassem por donde tinham vindo.
Por seu lado, os conquistadores deram-se conta de que Moctezuma dirigia um rico e poderoso império, o que despertou neles um enorme desejo de chegar à sua cidade capital, Tenochtitlan. Cortés não fez caso da solicitação de Moctezuma para que abandonasse terras mexicanas e além disso ignorou as ordens expressas de Diego Velázquez para regressar a Cuba. Pelo contrário, decidiu marchar para o interior do território.

### Submissão e fundação dos territórios
Para conferir legalidade à sua empresa, Cortés fundou junto de San Juan de Ulúa a primeira povoação em terra firme, à qual chamou Villa Rica de Veracruz; os seus homens elegeram um cabildo formado por alcaides e regedores , nomeando-o capitão-geral. Com esta acção, Cortés ficava juridicamente sujeito à autoridade do rei de Espanha, que nessa altura era Carlos I, e abandonava a do governador de Cuba.
Cortés era um bom estratega militar e não demorou muito até saber que havia povos mesoamericanos que lutavam por manter-se independentes do domínio mexica e que podiam dar-lhe o seu apoio; por essa razão decidiu desmantelar os seus navios nas costas de Veracruz. Ali perto, o cacique totonaca de Zempoala informou os espanhóis que na sua marcha para Tenochtitlan era conveniente passarem pelo senhorio de Tlaxcala, o qual se mantinha independente.

## Relato dos factos
Existem duas versões dos factos ocorridos em 20 de Maio de 1520. Uma é a proporcionada pelos cronistas das Índias, escritores de formações diversas que participaram de uma forma ou outra na conquista daquelas que seriam durante três séculos possessões espanholas. A outra ficou esquecida durante muito tempo em textos indígenas como o códice Ramírez, o códice Aubin e a XIII Relación de Fernando de Alva Ixtlilxóchitl. Estes textos indígenas foram compilados por Miguel León-Portilla na sua obra Visión de los vencidos.
Desde a perspectiva dos espanhóis, Bernal Díaz del Castillo justifica a agressão contra a nobreza mexicana no Templo Maior, pois segundo se inteirou, os mexicas haviam-se proposto assassinar Pedro de Alvarado, que como se disse, havia ficado no comando das tropas espanholas em Tenochtitlan. O assassinato seria levado a cabo no contexto da celebração de Toxcatl. A este facto haveria que juntar-se desgosto dos espanhóis pela celebração de um ritual por eles considerado pagão, e que implicava a remoção da efígie da Virgem Maria e da Cruz que os espanhóis haviam colocado no templo de Huitzilopochtli, a propósito da celebração indígena.
Contudo, as fontes indígenas assinalam que os mexicas haviam solicitado permissão a Alvarado - que, a propósito, havia participado no massacre de Cholula, e em seguida em processos "pacificadores" na Mixteca e Tehuantepec, para finalmente morrer na Guerra do Mixtón - para a realização de uma das suas cerimónias religiosas mais importantes, na qual se efectuava um ritual semelhante à comunhão católica. Pedro de Alvarado autorizou a celebração do acto religioso, mas quando os senhores mexicas dançavam e desarmados, os espanhóis fecharam as saídas do Templo Maior e abriram fogo contra os pipiltin mexicas. Os informadores indígenas de Bernardino de Sahagún descreveram assim o episódio:
Nesse momento todos [os espanhóis] esfaqueiam, lanceiam a gente e cortam-nos, com as espadas os ferem. A alguns atacaram-nos por trás; imediatamente caíram dispersas por terra as suas entranhas. A outros arrancaram-lhes a cabeça, fatiaram-lhes a cabeça, totalmente feita em pedaços ficou a sua cabeça.
Mas a outros golpearam-nos nos ombros: como gretas, os corpos ficaram despedaçados. Àqueles ferem nas coxas, a estes nas canelas, aos que estão mais além em pleno abdómen. Todas as entranhas caíram por terra e havia alguns que, em vão, ainda corriam: arrastavam os intestinos e pareciam enredar-se neles os seus pés. Desejosos de pôr-se a salvo, não encontravam para donde dirigir-se.
Os mexicas tentaram defender-se do inesperado ataque espanhol, mas como estavam desarmados não puderam fazê-lo. O resultado do confronto foi um número desconhecido de mortos. Uma vez perpetrado o massacre, os espanhóis refugiaram-se nas casas onde haviam sido hospedados pelos mexicas, e tomaram Motecuhzoma Xocoyotzin como prisioneiro. Mais tarde, os mexicas sitiaram os invasores. Quando Cortés regressou do Golfo do México, encontrou os ânimos exaltados em Tenochtitlan por causa dos acontecimentos de 20 de Maio, e preparou a evacuação de Tenochtitlan, que se efectuou em 30 de Junho de 1520.
Vinte e dois anos depois, o frade dominicano Bartolomé de las Casas, na relación que fez ao imperador Carlos — e que logo se divulgou por toda a Europa — das atrocidades cometidas pelos conquistadores, reflectiu o que conhecia do sucedido por testemunhos alheios. Ainda que com alguma imprecisão (Las Casas supõe que houve muitas festas em sítios diferentes, e que em muitas delas se organizaram massacres), a descrição não difere, no essencial, da indígena, e a sua previsão de recordação perpétua foi acertada:
[...] e começam com as espadas nuas a abrir aqueles corpos nus e delicados, e a derramar aquele sangue generoso, que a nenhum deixaram com vida [...] Foi uma coisa esta que a todos aqueles reinos e gentes pôs em pasmo e angústia e luto e encheu de amargura e dor; e até que se acabe o mundo, ou eles de todo acabem, não deixarão de lamentar e cantar [...] aquela calamidade e perda da sucessão de toda a sua nobreza [...]